# غار کوه قلاتون ۱
اشکفت کوه قلاتون ۱ مربوط به اواخر دوران پارینه‌سنگی و اوایل دوره نوسنگی است و در شهرستان استهبان، بخش مرکزی، ۳۰۰ متری شرق شهر ایچ، دامنه کوه قلاتون واقع شده و این اثر در تاریخ ۱۸ شهریور ۱۳۸۷ با شمارهٔ ثبت ۲۳۴۴۶ به‌عنوان یکی از آثار ملی ایران به ثبت رسیده است.